# Jan Halldoff
Jan Harry "Janne" Halldoff, född 4 september 1939 i Finska församlingen i Stockholm, död 23 juli 2010 i Stockholm, var en svensk fotograf, regissör och manusförfattare. Han är känd för att ha regisserat ett tjugotal filmer, främst under 1970-talet; den mest kända är troligen filmatiseringen av Ulf Lundells roman Jack (1976).

## Biografi
Halldoff var son till konstnären Harry Halldoff och simläraren Clary, ogift Österholm. Han hade som barn svåra problem med stamning men fick en kamera som han, enligt egen utsago, gömde sig bakom. Redan som tolvåring fotograferade han olika kändisar. 
Vid 15 års ålder, och med bilder på celebriteter som Frank Sinatra och Ava Gardner på sin meritlista, blev han pressfotograf på heltid. År 1964 fick han engagemang som stillbildsfotograf till filmen 491. Långfilmsdebuten kom med Myten (1966), där han likt flera följande filmer samarbetade med Stig Claesson, mera känd som Slas.
Halldoff arbetade bland annat för Svensk Filmindustri, TV och Svenska filminstitutet.
Han gifte sig 1966 med Kerstin Halldoff (1945–2015), som designade kostymer till ett tiotal av hans filmer. Han är begravd på Skogskyrkogården i Stockholm.

## Utmärkelser
År 1974 fick han utmärkelsen Silverspiken. Halldoff fick även en Guldbagge för bästa regi 1976 för sin film Polare. Året före fick även hans film Det sista äventyret en Guldbagge för bästa film. En av hans mera kända filmproduktioner som regissör är filmatiseringen av Ulf Lundells roman Jack (1976).

## Filmografi

### Regi
- 1965 – Nilsson
- 1965 – Håltimma
- 1966 – Myten
- 1967 – Livet är stenkul
- 1967 – Ola och Julia
- 1968 – Rätt man
- 1968 – Korridoren
- 1969 – Porträtt av en stad
- 1969 – En dröm om frihet
- 1970 – Ute
- 1970 – Rötmånad
- 1970 – Bajen
- 1972 – De hemligas ö (TV-serie)
- 1972 – Firmafesten
- 1973 – Stenansiktet
- 1973 – Bröllopet
- 1974 – Det sista äventyret
- 1976 – Polare
- 1977 – Jack
- 1978 – Harry H. (TV-serie)
- 1978 – Chez Nous
- 1979 – Vad händer...?
- 1979 – Tillsammans
- 1980 – Lämna mej inte ensam
- 1982 – Klippet

### Manus
- 1967 – Livet är stenkul
- 1967 – Ola och Julia
- 1968 – Korridoren
- 1969 – En dröm om frihet
- 1970 – Rötmånad
- 1972 – De hemligas ö (TV-serie)
- 1972 – Firmafesten
- 1973 – Stenansiktet
- 1973 – Bröllopet
- 1974 – Det sista äventyret
- 1976 – Polare
- 1977 – Jack
- 1980 – Lämna mej inte ensam
- 1982 – Klippet